# Paragorgia stephencairnsi
Paragorgia stephencairnsi är en korallart som beskrevs av Evangelina A. Sánchez 2005. Paragorgia stephencairnsi ingår i släktet Paragorgia och familjen Paragorgiidae. Inga underarter finns listade i Catalogue of Life.